# Calypso per l'87º Distretto
Calypso per l’87ºdistretto è un romanzo giallo del 1980 scritto da Evan Hunter con lo pseudonimo Ed McBain.
È il numero 1653 della serie Il Giallo Mondadori.
È il numero 796 della serie I classici del Giallo Mondadori.

## Trama
Meyer e Carella si trovano a dover investigare sul caso dell'omicidio del musicista George Chadderton. Immediatamente scoprono che George suonava al locale Calypso, un locale rinomato per offrire esibizioni basate su musica intellettuale.
A seguito dei primi interrogatori, la morte di George emerge la sparizione di suo fratello Santo, sette anni prima. Successivamente l'arma del delitto viene ricollegata all'omicidio di una prostituta. L'omicidio della ragazza inizialmente viene ricondotto all'omicidio di George, solo per via dell'arma del delitto. Ma a seguito del controllo dell'agenda di George e dell'interrogatorio di Harry Cane (un discografico truffatore), si comprende il collegamento tra la ragazza e George, i due volevano fare un disco con tema principale la vita di prostituta di lei.
A distanza di pochi giorni, viene assassinato anche Ambrose l'impresario di George. Sulla scena di questo delitto, viene ritrovata della sabbia. L'indizio porta Carella e Meyer a visitare gli isolotti privati. Meyer e Carella una volta arrivati con un traghetto della polizia, sul primo isolotto incontrano la padrona Lily Palmer, quest'ultima non si dimostra affatto collaborativa. I due decidono di fingere di andarsene per poi poter fare irruzione in un secondo momento, ma quando sono sul viale del ritorno, sento uno sparo improvviso, irrompendo nella casa, scoprono in gravi condizioni Santo, il fratello di George.
A seguito dell'interrogatorio di Lily, si scoprono le motivazioni dei tre omicidi. La donna impazzita dopo essere stata lasciata dal marito, aveva rapito Santo dopo una festa in maschera di sette anni prima, avendo idealizzato in esso il marito. Le uccisioni di George, Jean e Ambrose, erano state effettuate della donna perché credeva che essi, avrebbero potuto fare scappare il "Marito".

## Edizioni
- Ed McBain, Calypso per l’87ºdistretto, collana Il Giallo Mondadori n° 1653, traduzione di Andreina Negretti, Verona, Mondadori, 1980  [1979].